# Аракел Сюнеци
Араке́л Сюнеци́ (арм. Առաքել Սյունեցի, 1350 — 1425) — армянский поэт, философ, музыкант, грамматик, педагог и церковный деятель XIV—XV вв..

## Биография
Получил образование в Татевском монастыре, у Ованеса Воротнеци и своего дяди Григора Татеваци. Удостоился степени вардапета. В дальнейшем развернул широкую научно-педагогическую деятельность в Татеве. С 1407 года — епископ Сюника.
В своих философских трудах поддерживает космологическое доказательство существования Бога, придерживается сенсуалистических и номиналистических идей. Писал множество панегирик посвященных святым Армянской церкви. Был знатоком акростиха. Занимался также музыкой, некоторые из его церковных песен дошли до наших дней. В своих работах теории музыки касался также армянской народной музыки и народным инструментам.
Имеет работы по языкознанию в частности «Краткий анализ по грамматике». Считал изучение языков, особенно родного языка, — «ключом в мир мудрости». Критикуя Есаи Нчеци, Сюнеци считает объектом грамматики ни письмо или звук, а опыт накопленный писателем и подвергаемый обработке разума. Аракел Сюнеци в истории армянской лингвистической мысли делает значительный шаг изучая физиологические основы речеобразования. Он четко вырисовывает один из принципов физиологической классификации звуков, а именно деление по месту произношения. Сюнеци обращает внимание на функционирование и строение органов речи. Рассматривая слоги как отдельно так и в связной речи, Аракел впервые дает их подробную классификацию. В своем труде он различает три вида речи — внутренний, устный и письменный. Более подробно анализировал имя, глагол и местоимение, делая много ценных и тонких замечаний.
Венцом литературного творчества Сюнеци стала поэма «Адамова книга» (1403 г.) — об утерянном рае, утерянном счастье человека. Произведение ставит под сомнение религиозные догмы. Книга состоит из трех поэм. Считается одной из лучших произведений средневековой армянской литературы. Некоторые стихи из «Адамовой книги» были положены на музыку. Опубликована в 1721 году в Константинополе. Существует и английский перевод.
Сюнеци умер примерно в 1425 году, похоронен в монастыре Шатинванк в Ехегнадзоре.

## Сочинения
Был плодотворным автором, оставил богатое наследие.
- «Комментарии к Книге определений Давида Непобедимого» (арм. «Լուծմունք յաղագս Սահմանացս Դաւթի Անյաղթ փիլիսոփայի»)[8][10]

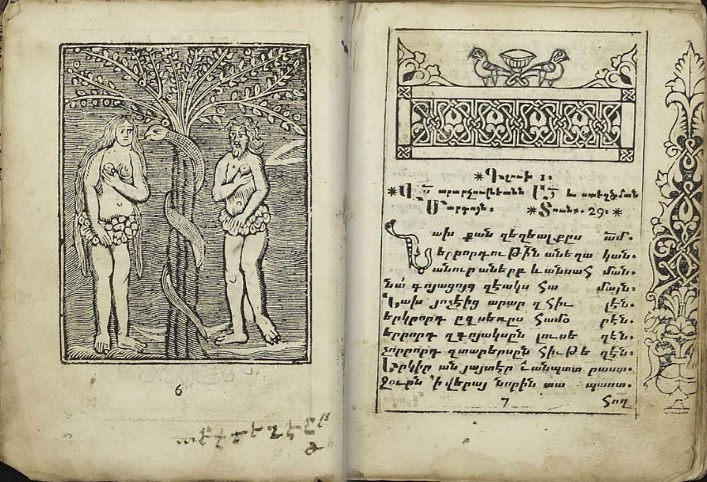
страница «Адамовой книги», издание 1721 г.

- «Краткий анализ по грамматике» (арм. «Մեկնութիւն քերականին»)[5][11]
- «Адамова книга» (арм. «Ադամգիրք»)[4][5][8]
- «Книга рая» (арм. «Դրախտագիրքը»)[4][5]
- «О двенадцати знаках Зодиака» (арм. «Վասն երկոտասան կենդանակերպիցն»)[8][10]
- «Инструкции к рукоположению» (арм. «Հրահանգ ի վերայ ձեռնադրութեան»)[8]
- «Житие Григора Просветителя и Нерсеса Великого в стихах» (арм. «Վարք Լուսավորչի և Ներսեսի ոտանավոր»)[8]
- «Панегирик св. Григору Нарекаци» (арм. «Ներբողեան ի Ս. Գրիգոր Նարեկացին»)[10]
- «Молитва при омовении ног» (арм. «Աղօթք ոտնալուին ի վերայ ջրոյն եւ իւղոյն»)[4]
- «О, садовник» (арм. «Ով պարտիզպան»)[4]
- «Ода рукоположению» (арм. «Տաղ ձեռնադրութեան»)[4]